# Єсенгельди (Атбасарський район)
Єсенгельди́ (каз. Есенкелді) — село у складі Атбасарського району Акмолинської області Казахстану. Входить до складу Сепеївського сільського округу.
Населення — 556 осіб (2021; 806 у 2009, 1336 у 1999, 1870 у 1989).
Національний склад станом на 1989 рік:
- казахи — 41 %;
- росіяни — 23 %.

До 2001 року село називалося Ладиженка, до 2003 року — Тлекей.